# Терхорст, Виллем
Виллем Терхорст, псевдоним Вимк ван Динэ (нидерл. Willem Terhorst, Wimken van Diene; род. 28 сентября 1949) — нидерландский рок-музыкант. Участник популярной музыкальной группы Normaal. Терхорст прославился после выхода песни «Oerend hard» в 1977 году (как и все остальные участники группы), написанную Ферди Йоли и Бенни Йолинком, и исполненную группой Normaal.

## Музыкальная карьера
Терхорст стал басистом Normaal с середины 1975 года. К тому моменту, когда он стал частью группы он не имел высшего образования и работал на ферме своих родителей. Среди участников группы, Терхорст был единственным фермером. Все они учились в различных академиях, в то время как Виллем не покидал Ахтерхук ради учёбы. В 1977 году выходит песня «Oerend hard», группа Normaal становится известной.
В 1984 году к Виллему Терхорсту вновь приходит известность. Написанная им песня «Hiekikkowokan» попадает в нидерландский чарт топ-10. За это Терхорст был награждён Национальной хит-парад премией.
До того, как Виллем Терхорст вступил в Normaal, он играл в нескольких блюзовых коллективах, наиболее известный из которых назывался Thin Horse. В 1974 году группа выпустила альбом «A Bamebridge Expedition uit».
В 2009 году Терхорст выпустил сольный альбом под названием «Krek wak wol», который содержит 9 треков.

## Похожие запросы
- Ферди Йоли
- Ян Мансхот
- Бенни Йолинк